# Музей новин

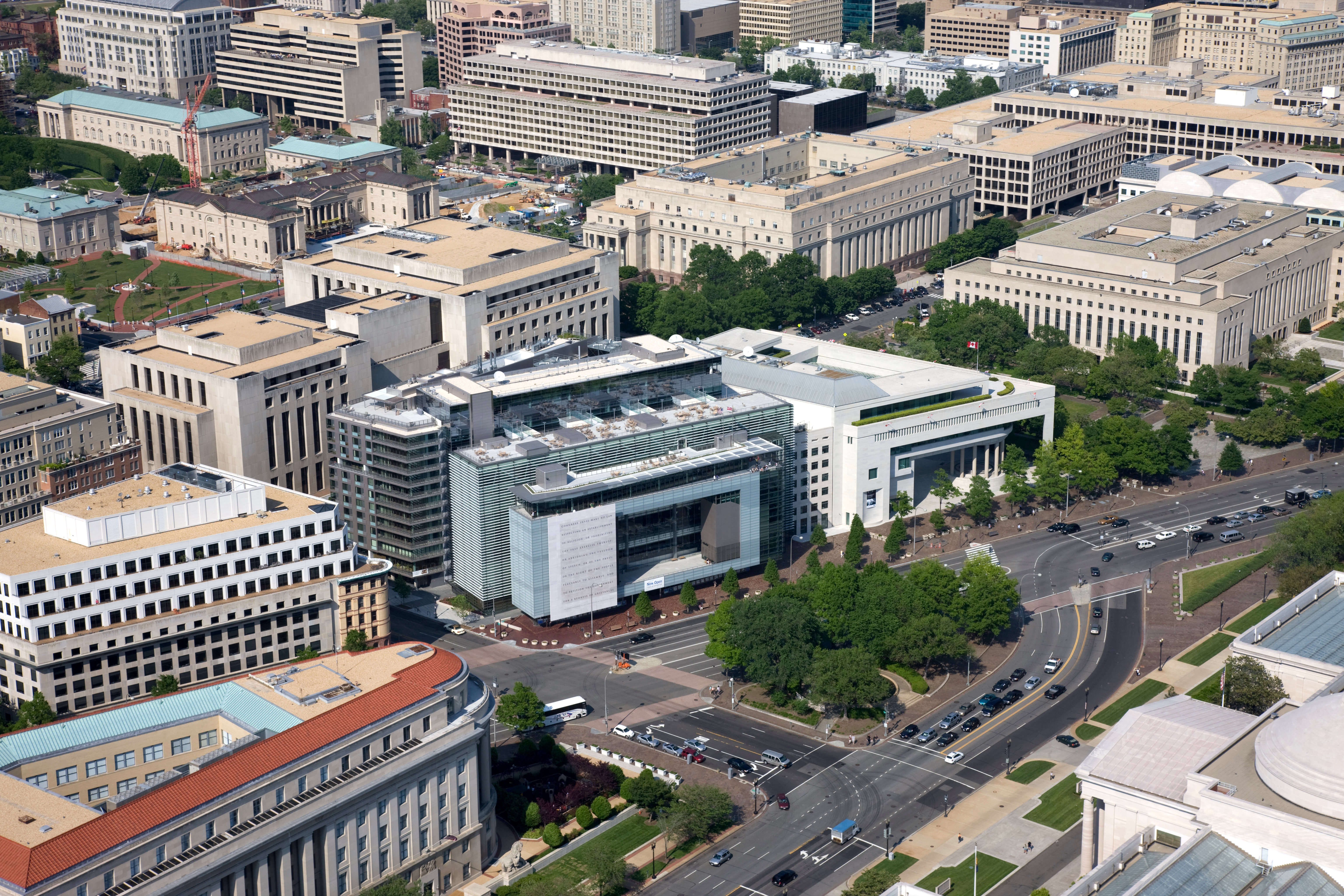
Вид зверху на Музей новин

Музе́й нови́н (Ньюзіем від англ. Newseum: поєднання слів news — «новини» і museum — «музей») — єдиний у світі музей індустрії новин, а також того, що із цим пов'язано: журналістики та засобів масової інформації.

## Про музей
Розташований у центрі столиці США Вашингтоні на перехресті Пенсильванія-авеню та Шостої Стріт між будинком Капіто́лію і Білим домом поблизу Смітсо́нівського інституту. Музей складається із 7 рівнів галерей, театрів, торгових площ та інших сервісів для відвідувачів. Скляний прозорий фасад прикрашає мармурова стела заввишки 22,5 метри, де викарбувано Першу поправку до Конституції США.
Наразі є найінтерактивнішим і найбільш технологічно розвиненим музеєм світу. При його спорудженні використано 161 кілометр волоконно-оптичних кабелів для з'єднання численних електронних екранів (в ультрасучасному форматі зовнішньої реклами Digital signage), інтерактивних кіосків, двох телевізійних студій, 15 театрів та величезного екрана розмірами 12,2 × 6,7 метра високої роздільної здатності.
Загальна площа Музею новин — 196 тис. кв. метрів, експозиція займає близько 70 тис. кв. метрів. Його спорудження обійшлося у приблизно 450 мільйонів доларів США, включаючи 100 млн витрачених на придбання у власність земельної ділянки.
Архітектурний проект американської компанії «Полшек Партнершип Акітектс» (Polshek Partnership Architects) на чолі із її керівником Джеймсом Стюартом Полшеком, за участі архітектора Тодда Шлімана та музейного дизайнера Ральфа Аппельбаума.

## Постійна експозиція
Музей новин налічує 14 основних експозицій, де представлено всесвітню історію індустрії новин за 5 минулих століть, електронні новини, фотожурналістику, міжнародні новини, а також те, як засоби масової інформації висвітлювали такі значимі історичні події, як падіння Берлінської стіни чи теракти 11 вересня 2001 р.

### Галерея «Ньюз Корпорейшн»
Галерея історії «Ньюз Корпорейшн» (News Corporation) медіа-магната Руперта Мердока є найбільшою в Музеї новин. Її створено із більш як 30 тис. історичних газет за останні 500 років. Вона складається із 5-ти окремих театрів.

#### Галерея Першої поправки
Створена за сприяння «Кокс Ентепрайзес» галерея за допомогою інтерактиву, артефактів і експозицій представляє в усьому драматизмі історичні переваги Першої поправки до Конституції США, яка дозволила і гарантує в країні свободу слова (варіант — висловлювань), друку (варіанти — преси, журналістики), віросповідання, зібрань і скарг.

#### Галерея «Тайм Ворнер»
Відвідувачі галереї «Тайм Ворнер» мають змогу переглянути випуски телевізійних новин з 190 країн і порівняти різні рівні журналістської свободи. Головний лейтмотив цієї галереї — небезпеки, з якими стикаються журналісти по всьому світу під час висвітлення подій. Такий експонат, як пробитий кулями броньований пікап, на якому репортери і фотокореспонденти пересувалися під час військових конфліктів на Балканах, яскраво ілюструє небезпечні умови, в яких журналістам часто доводиться працювати.

### Галерея «Блумберг»
Галерея інтернету, телебачення і радіо американського міжнародного ділового інформаційного агентства Bloomberg присвячена історії електронних засобів масової інформації. У ній представлені основні віхи розвитку радіо, телебачення і інтернет-видань. Крім цього в галереї є експозиція присвячена легендарному американському журналісту Едварду Мерроу (Edward R. Murrow), який розпочинав з репортажів з концтабору Бухенвальд і згодом став телеведучим-зіркою каналу CBS; цифровий новинний центр, де представлено процес цифрової трансформації журналістики; експозиції «громадянської журналістики», «конвергентного ньюзруму» і «мобільного журналіста»; оригінальний документальний фільм про «золоту еру теленовин» в США в 1947—1969 рр.

#### Галерея «передовиць»
У цій галереї відвідувачі мають змогу потримати в руках перші шпальти («передовиці») найсвіжіших номерів 80 газет з усього світу, а також через інтернет подивитися «передовиці» ще понад 800 видань. Ця галерея сполучена із оглядовою терасою, що виходить на Пенсильванія Авеню та будинок Капітолія.

#### Фотогалерея Пу́літцера
Галерея фотографії журналістської премії США імені Пу́літцера містить найбільшу й найповнішу колекцію робіт фотожурналістів, які виграли Пу́літцерівську премію. Відвідувачам показують документальний фільм, де фотожурналісти розповідають про свої роботи. Також відвідувачі отримують доступ до електронної бази даних із понад 1 тис. фотографій і 15 годин відео- і аудіоматеріалів з інтерв'ю Пулітцерівських лауреатів.

#### Галерея 11 вересня
У галереї про теракти 11 вересня 2001 року в США, яка створена за сприяння «Комкаст» (Comcast 9/11 Gallery), розповідається за допомогою артефактів, "передовиць, документальних фільмів про те, як ЗМІ — в Нью-Йорку і Пенсільванії, біля Пентагону і по всьому світу — робили новини в цей найважливіший день цілого століття, і як журналісти на це реагували.

#### Галерея Берлінської стіни
У цій галереї Музею новин зібрана найбільша за межами Німеччини колекція справжніх секцій Берлінського муру. У галереї розказується про роль ЗМІ у 30-літній історії її падіння.

Стенд з інформацією про загиблого укр. журналіста Георгія Гонгадзе

#### Меморіал журналістів
Цей меморіал являє собою скляну структуру, на якій викарбувані імена, місця роботи, дати смерті журналістів, які загинули, виконуючи свої професійні обов'язки по всьому світу, починаючи із 1837 р. Співробітники Музею новин щороку оновлюють цей меморіал, додаючи імена нових і нових загиблих.

##### Україна в Меморіалі журналістів
Станом на 2017 рік на Меморіалі журналістів Музею новин викарбувані імена восьми українських журналістів: Володимира Іванова, Віктора Фреліха, Ігоря Грушецького, Бориса Дерев'янка, Георгія Гонгадзе, Ігоря Александрова, В'ячеслава Веремія та Павла Шеремета.

### Галерея ABC
У «Галерії новин американської телекомпанії Ей-Бі-Сі, що змінюються» представлено багато медіа інструментів, розказується про «гарячі новини», медіа тенденції й події в галузі засобів масової інформації, представлено відомі фоторепортажі.

#### Галерея ФБР
Одна з найголовніших інтерактивних галерей Музею новин присвячена журналістським розслідуванням кримінальних справ разом із агентами Федерального бюро розслідувань (ФБР). Тут розповідається про найрезонансніші розслідування минулого століття, а також представлені красномовні докази й артефакти, включно з будиночком серійного вбивці й терориста Унабомбера (Unabomber), смертельною маскою Джона Ділінжера (John Dillinger) та «електричним стільцем», на якому стратили Бруно Гауптмана (Bruno Hauptmann), засудженого за викрадення і вбивство дитини Ліндбергів.

#### Книжкова галерея Пулліамів
Галерея знаменитих книг, зібраних родиною Пулліамів (Pulliam) і наданих Музею новин в користування фондом «Ремнант Траст», містить історичні книги і документи, в яких відображується початок боротьби за свободу преси. Найстарішому із 19 експонатів понад 500 років — це своєрідна енциклопедія католицького богослов'я «Сума теології» святого Томи Аквінського видання 1475 р. Серед інших — перша «неписана» Конституція Англії «Велика хартія вольностей» видання 1542 р. та памфлет Томаса Пейна «Здоровий глузд» видання 1787 р., який заохотив багатьох американців підтримати війну за незалежність та містив прогресивні ідеї, які згодом лягли в основу Конституції США. Ці стародавні артефакти з метою збереження їхньої цілісності виставлені в Музеї новин в темних умовах, але відвідувачі мають змогу читати їх на інтерактивних моніторах за допомогою комп'ютерної програми, яка перегортає сторінки.

### «Ньюзрум» NBC
«Ньюзрум» американської телекомпанії NBC — це інтерактивна галерея площею 2 тис. 130 кв. метрів із 48-ма інтерактивними кіосками і майданчиками, де відвідувачі мають змогу спробувати себе у різноманітних журналістських ролях: фотокореспондента, редактора, репортера чи телеведучого. Галерея також має 8 телевізійних станцій під назвою «Стань репортером!», де можна попозувати перед телекамерою, почитати з суфлера і потренуватися в ролі телевізійного репортера в різноманітних ситуаціях.

### Центр етики Банкрофтів
Наріжний камінь Центру етичних стандартів від родини Банкрофтів — етична таблиця. Вона зроблена в формі інтерактивної гри для двох груп відвідувачів, які, відповідаючи на запитання про етичні стандарти журналістики, виборюють право змоделювати «передовицю» власної газети.

## Студії і театри

### Студія «Найт»
У студії «Найт» представлене історичне і найновіше медіа обладнання — теле- і відеокамери, монітори, освітлення тощо — все, що використовується при виробництві телевізійних передач. Час від часу, коли екскурсійні тури проводять знамениті тележурналісти, у відвідувачів є змога відчути себе ніби за лаштунками телевізійної студії.

#### Театр Анненбергів
Театр Уолтера і Леонори Анненбергів (Walter and Leonore Annenberg) являє собою гнучкий презентаційний простір із 535-ма місцями для сидіння. В ньому демонструють телевізійні програми, фільми, проходять дебати і відбуваються виступи артистів. Під час дня в цьому театрі презентують інтерактивну виставу «Я — свідок» — ретельно зрежисоване високотехнологічне чотиривимірне видовище, що дає відвідувачам ні з чим незрівнянне враження присутності на місці подій.

### Решта театрів
Також в музеї розташовано 14 інших театрів. Серед них є три театри імені газетного магната початку 20-го століття Херста (Hearst Orientation Theater), широкоекранний завширшки 30 метрів театр ім. Роберта і Кларіс Сміт (Robert H. and Clarice Smith Big Screen Theater).

## Додатково

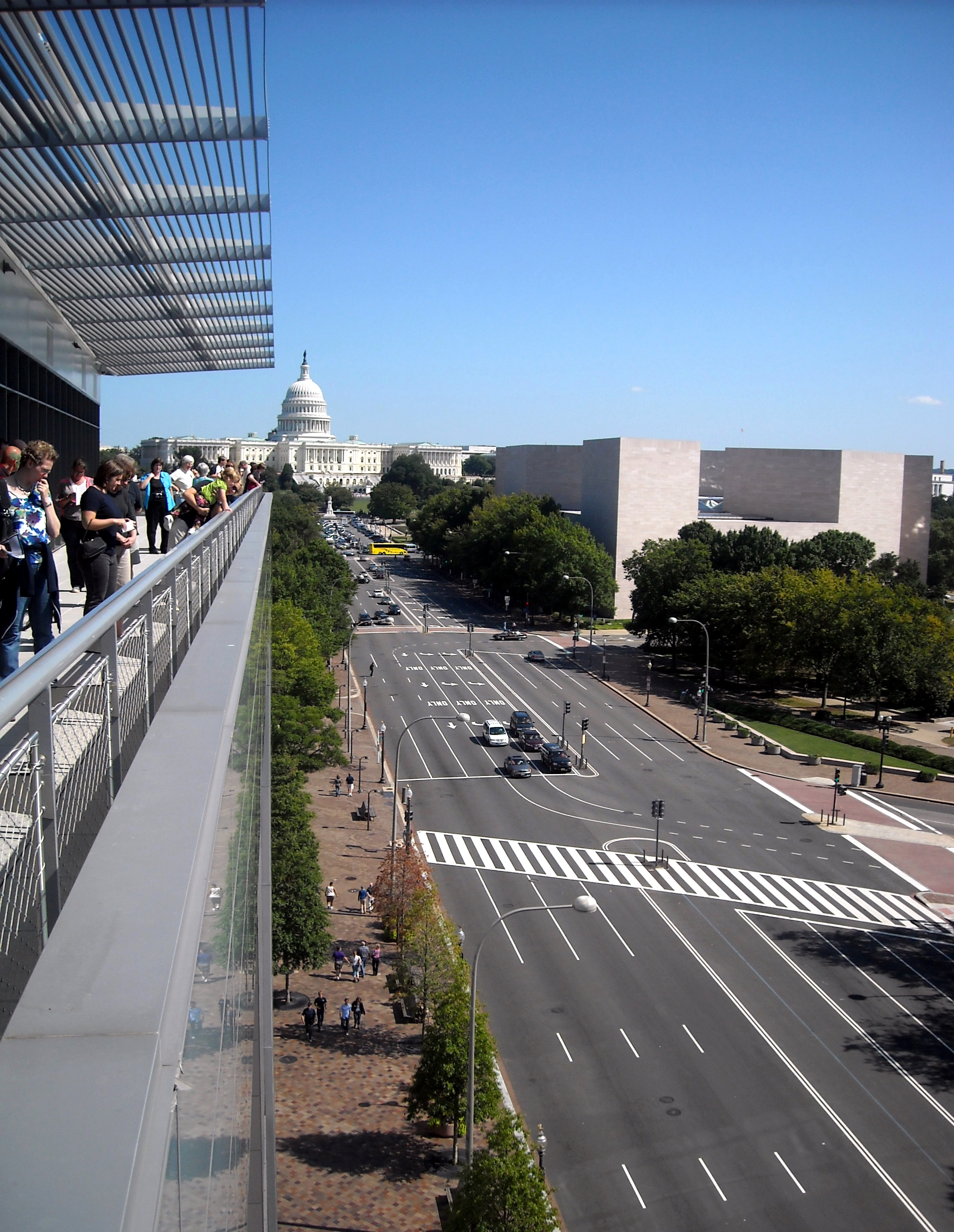
Вид з тераси

Музей новин має продуктову крамницю, сувенірний магазин та окремий вхід для групових відвідувачів із боку «С» Стріт. У музеї також працює дворівневий конференц-центр площею 7 тис. 315 кв. метрів, трирівневий ресторан «Вольфганг Пак». Решта 42 тис. 670 кв. метрів музею виділено під апартаменти.

#### Атріум «Нью-Йорк Таймс»
Найбільший в музеї екран розмірами 12,2 × 6,7 метра високої роздільної здатності розміщений в «Залі слави новин» від легендарної американської газети «Нью-Йорк таймс» і родини її видавців Окс-Шульцбергерів (Ochs-Sulzberger). Екран видно як зсередини музею, так і ззовні. На ньому показують документальні фільми, поточні теленовини тощо. Зала спроектована, як атріум заввишки 27,4 метри.

### Тераса «Генк Грінспен»
Із тераси «Генк Грінспен» площею 914 кв. метрів на найвищому 7-му поверсі відкривається панорамний вид на найголовнішу вулицю США, Пенсильванія-авеню, будинок Капіто́лію та Національну алею — парковий, меморіальний і музейний комплекс в історичному центрі столиці. На терасі розміщено експозицію про історію Пенсильванія-авеню — від маршів протесту до інаугураційних президентських парадів.

## Музей новин в Україні
Музей новин в Україні ― це спільний культурно-освітній проект «Телевізійної служби новин» каналу «1+1» і НКММК «Мистецький арсенал». Проект створений на честь 20-річчя ТСН і відкриється 2 березня 2017 року.
Експозиція музею розташується у десяти залах виставкового простору «Мистецького Арсеналу» у Києві і розповість про те, як створюються новини, як вони змінюють життя своїх героїв, розкриє таємниці рейтингів та внутрішню кухню виробництва новин, а також представить унікальні експонати, серед яких чернетка Акта про незалежність України з особистого архіву Левка Лук'яненка, транспаранти, з якими українці виходили на вулиці столиці в дні здобуття незалежності України, інженерно-технічна нагороди (Scientific and Technical Academy Award) американської кіноакадемії Оскар, який отримав українець Анатолій Кокуш, «Кобзар», який український космонавт Леонід Каденюк брав із собою в політ, та багато інших.
Завдяки інтерактивним зонам Музею новин відвідувачі зможуть пройти тест із журналістської етики, сфотографуватися у відтвореній студії «Телевізійної служби новин», начитати на камеру новину або прогноз погоди тощо.
Частиною експозиції стане рейтинг 100 головних новин незалежної України, складений 30 фахівцями різних галузей, серед яких історик Георгій Касьянов, дипломати Дмитро Кулеба та Богдан Яременко, політолог Юлія Тищенко, соціолог Вікторія Бриндза, письменник Юрій Андрухович та інші.